# Parijse metrolijn 1
De Parijse metrolijn 1 is de eerste lijn van de Metro van Parijs, geopend in 1900. De lijn vormt de belangrijkste oost-west verbindingsas van het metronetwerk en volgt voor het westelijke deel de historische as van Parijs onder de Avenue des Champs-Élysées en de Rue de Rivoli. Oorspronkelijk liep de lijn van station Porte Maillot in het westen naar Porte de Vincennes in het oosten. Later is de lijn in beide richtingen voorbij de stadsgrens doorgetrokken: in het oosten naar Château de Vincennes (1934), en in het westen aanvankelijk tot Pont de Neuilly (1937) en later naar La Défense (1992). De lengte komt daarmee op 16,5 kilometer. In 1964 werd lijn 1 als tweede metrolijn (na lijn 11) in Parijs omgebouwd tot bandenmetro, en van 2010 tot 2012 is de lijn omgebouwd voor automatisch gebruik. In 2021 was lijn 1 de drukste van de zestien metrolijnen in Parijs.

## Geschiedenis
- Geopend op 19 juli 1900 tussen Porte Maillot en Porte de Vincennes, met acht stations. De andere tien stations werden in augustus 1900 geopend.
- maart 1934: verlenging naar Château de Vincennes in het oosten;
- april 1937: verlenging naar Pont de Neuilly in het westen;
- 1964: omgebouwd tot bandenmetro;
- april 1992: verlenging naar La Défense in het westen;
- 2010-2012: verbouwing tot automatische metro.

### Ombouw naar automatische metrolijn

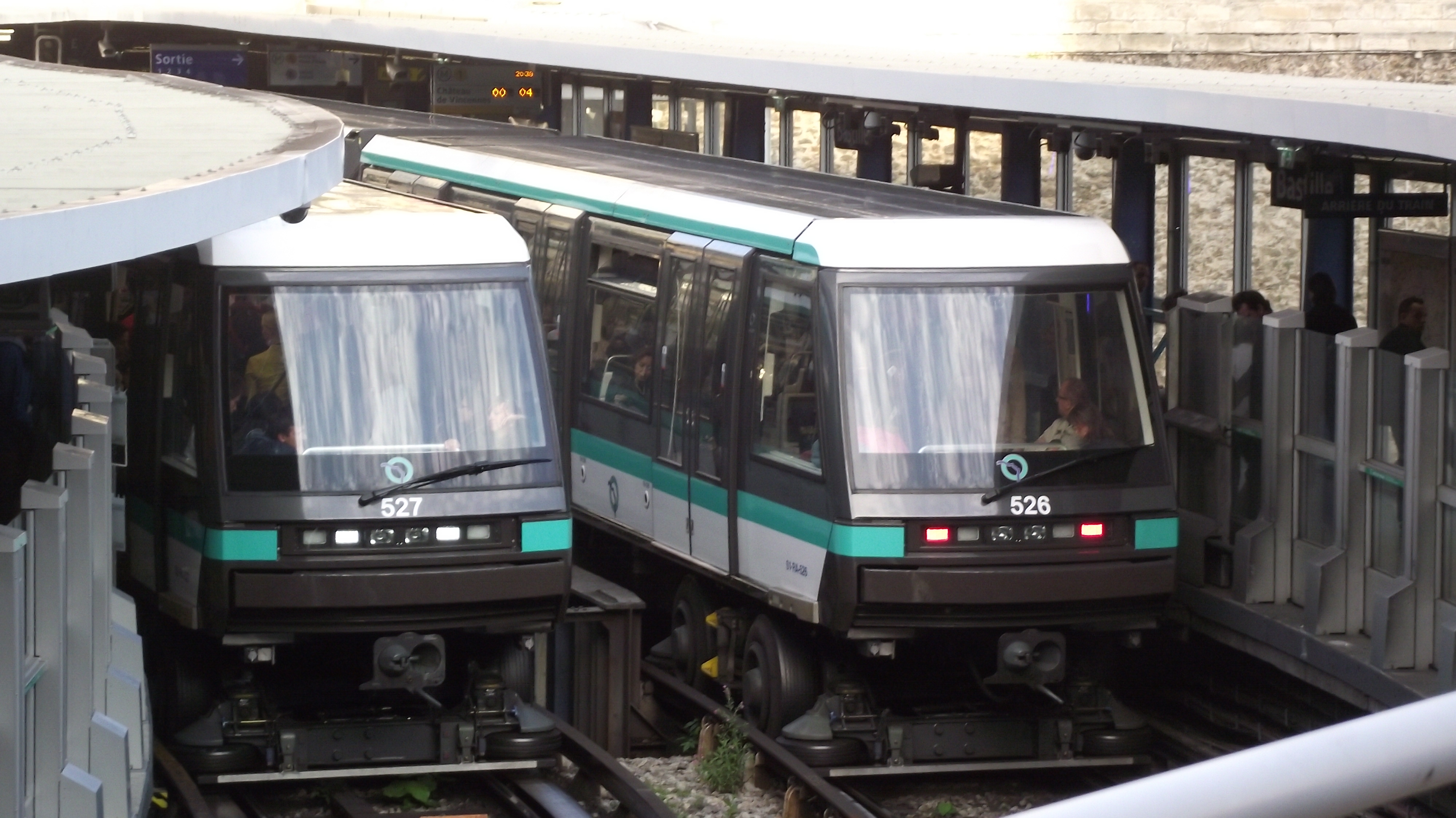
Twee MP 05-⁠treinstellen in station Bastille

Lijn 1 heeft in 2010-2011 een uitgebreid renovatieplan ondergaan waarbij de lijn werd omgebouwd voor automatisch gebruik. Sinds 3 november 2011 rijden de eerste automatische treinstellen van het type MP 05 op de lijn. Dit materieel verving het MP 89-materieel, dat sindsdien op lijn 4 wordt ingezet.
Om de automatisering te kunnen realiseren, zijn alle stations uitgerust met een afscherming tussen de perrons en de rails, en automatisch sluitende perrondeuren, zodat mensen niet van het perron kunnen vallen. Het uiterlijk van deze perrondeuren is overigens sterk afwijkend ten opzichte van de perrondeuren die zijn gebruikt voor lijn 14. De reden hiervoor is dat de oude perrons van lijn 1 niet geschikt zijn om de zware perrondeuren te kunnen dragen die op lijn 14 worden toegepast. Er is daarom gekozen voor een ietwat lager, maar qua gewicht heel wat lichter model. Alle stations zijn hiermee uitgerust.
Sinds december 2012 zijn alle treinen op lijn 1 volautomatisch.

## De lijn

### Stationoverzicht

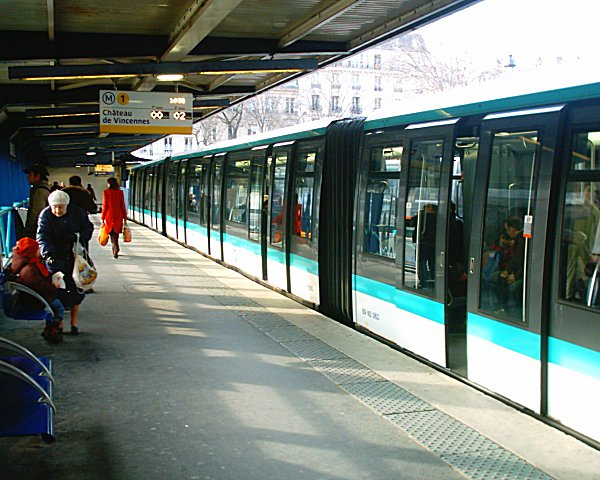
Station Bastille, maart 2006

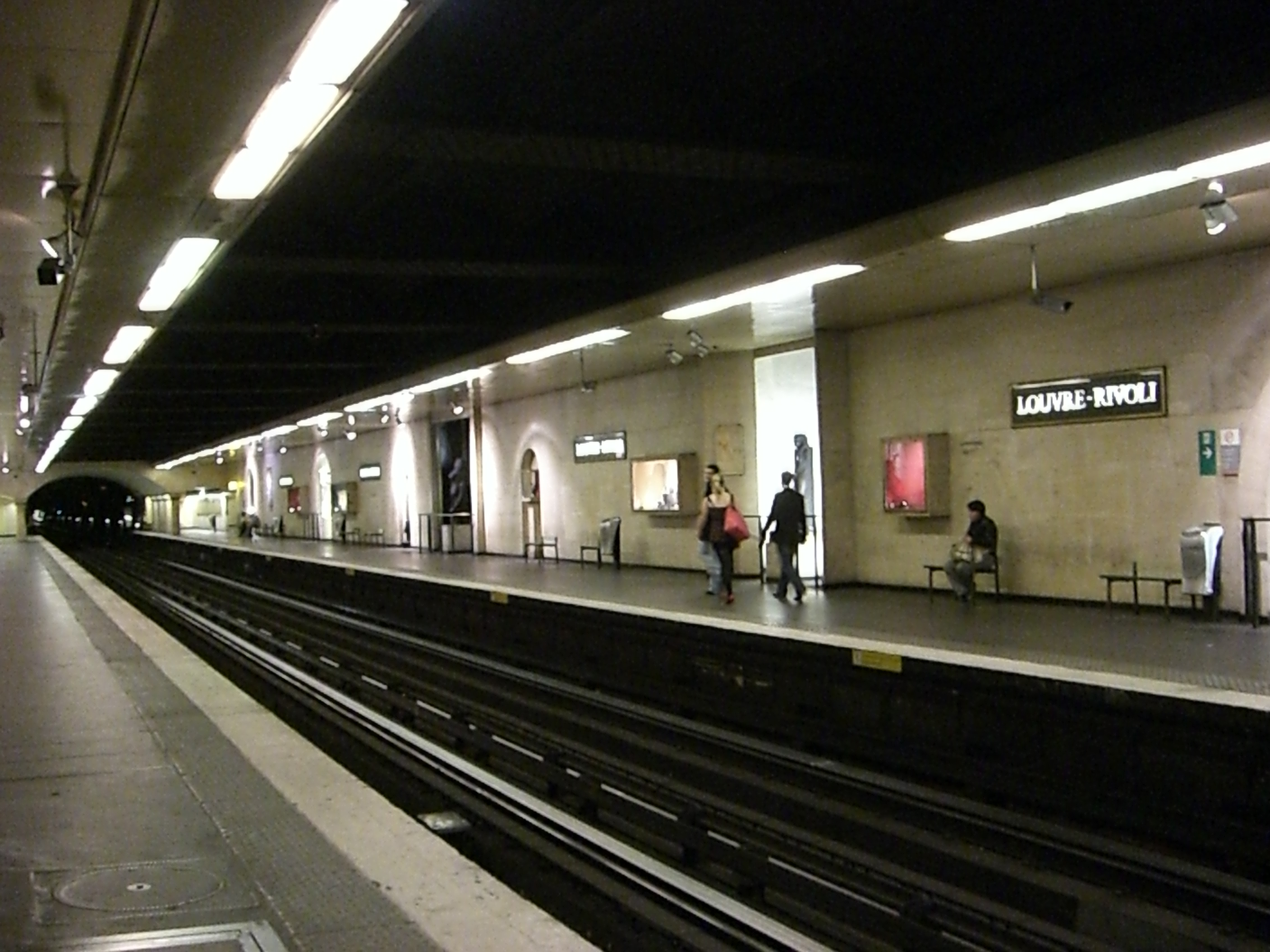
Station Louvre - Rivoli, juli 2007

(van west naar oost)
|  |   |  | Station                                  | Plaatsen/Arrondissementen | Overstappen             |
|  | - |  | ---------------------------------------- | ------------------------- | ----------------------- |
|  | o |  | La Défense Grande Arche                  | Puteaux                   | RER A Trans L U T 2     |
|  | • |  | Esplanade de la Défense                  | Courbevoie, Puteaux       |                         |
|  | • |  | Pont de Neuilly                          | Neuilly-sur-Seine         |                         |
|  | • |  | Les Sablons Jardin d'Acclimatation       | Neuilly-sur-Seine         |                         |
|  | o |  | Porte Maillot Palais des Congrès         | 16e, 17e                  | RER C                   |
|  | • |  | Argentine                                | 16e, 17e                  |                         |
|  | o |  | Charles de Gaulle - Étoile               | 8e, 16e, 17e              | M 02 06 RER A           |
|  | • |  | George V                                 | 8e                        |                         |
|  | o |  | Franklin D. Roosevelt                    | 8e                        | M 09                    |
|  | o |  | Champs-Élysées - Clemenceau Grand Palais | 8e                        | M 13                    |
|  | o |  | Concorde                                 | 1e, 8e                    | M 08 12                 |
|  | • |  | Tuileries                                | 1e                        |                         |
|  | o |  | Palais Royal - Musée du Louvre           | 1e                        | M 07                    |
|  | • |  | Louvre - Rivoli                          | 1e                        |                         |
|  | o |  | Châtelet                                 | 1e, 4e                    | M 04 07 11 14 RER A B D |
|  | o |  | Hôtel de Ville                           | 4e                        | M 11                    |
|  | • |  | Saint-Paul Le Marais                     | 4e                        |                         |
|  | o |  | Bastille                                 | 4e, 11e, 12e              | M 05 08                 |
|  | o |  | Gare de Lyon                             | 12e                       | grandes lignes          |
|  | o |  | Reuilly - Diderot                        | 12e                       | M 08                    |
|  | o |  | Nation                                   | 11e, 12e                  | M 02 06 09 RER A        |
|  | • |  | Porte de Vincennes                       | 12e, 20e                  | T 3a 3b                 |
|  | • |  | Saint-Mandé                              | Saint-Mandé               |                         |
|  | • |  | Bérault                                  | Saint-Mandé, Vincennes    |                         |
|  | • |  | Château de Vincennes                     | 12e, Vincennes            |                         |

(De donker gekleurde stations zijn eindbestemming tijdens sommige missies)

### Tracé
In het westen begint de lijn in een station iets ten zuiden van de Grande Arche de la Défense dat ook als treinstation fungeert. De lijn loopt hierna onder de esplanade van dit zakencentrum door tot aan de Seine. Om de rivier over te steken was aanvankelijk een tunnel voorzien, maar ten slotte is ervoor gekozen de metro bovengronds over de Pont de Neuilly te laten lopen. Meteen bij aankomst op de oostelijke oever duikt lijn 1 weer onder de grond. Vervolgens volgt hij zijn weg onder de Avenue de la Grande Armée tot aan de Place Charles de Gaulle, meer bekend vanwege de Arc de Triomphe die in het midden van dit verkeersplein staat. Daar men bij de aanleg van de lijn het stratenpatroon volgde en niet onder gebouwen door heeft gegraven, beschrijft lijn 1 een sierlijke curve rond de Arc de Triomphe om daarna zijn weg voort te zetten onder de Avenue des Champs-Elysées. Zo komt lijn 1 aan op de Place de la Concorde.

Daarna gaat de lijn verder onder de Rue de Rivoli en de Rue Saint Antoine om zo uit komen bij de Place de la Bastille. Het gelijknamige metrostation is uniek, daar het onder het straatniveau, maar boven op het Canal Saint-Martin is gebouwd. Om het station te bereiken, moet de metro vanuit beide richtingen scherpe bochten nemen om vervolgens in het station zelf even het daglicht te kunnen zien.

Na Bastille gaat lijn 1 verder onder de Rue de Lyon naar het Gare de Lyon, een van de grote treinstations van Parijs. Vervolgens wordt via de Boulevard Diderot de Place de la Nation bereikt, waarna lijn 1 koers zet naar zijn eindbestemming in Vincennes onder de Cours de Vincennes (binnen Parijs) en de Avenue de Paris (buiten Parijs).

## Rollend materieel
De metrotreinen op lijn 1 zijn van het type MP05. Deze uit zes wagons bestaande treinstellen zijn geleed en hebben een doorgangmogelijkheid voor passagiers over de gehele lengte. De deuren openen automatisch en hoeven dus niet, zoals bij andere treintypes van de Parijse metro, door passagiers bediend te worden.

## Toerisme
Lijn 1 doet veel bezienswaardigheden aan en is daarom populair onder toeristen. Een selectie uit de bestemmingen:
- Grande Arche (La Défense en Esplanade de La Défense);
- Arc de Triomphe (Charles de Gaulle - Étoile);
- Avenue des Champs-Élysées (Charles de Gaulle - Étoile, George V, Franklin D. Roosevelt, Champs-Élysées - Clemenceau en Concorde);
- Grand Palais, Petit Palais, Palais de la Découverte (Champs Élysées - Clemenceau);
- Place de la Concorde (Concorde);
- Jardins de Tuileries (Concorde en Tuileries);
- Musée du Louvre (Palais Royal - Musée du Louvre);
- Place de la Bastille: Opéra Bastille (Bastille);
- Place de la Nation (Nation);

La Défense · 
Esplanade de la Défense · 
Pont de Neuilly · 
Les Sablons · 
Porte Maillot · 
Argentine · 
Charles de Gaulle - Étoile · 
George V · 
Franklin D. Roosevelt · 
Champs Élysées - Clemenceau · 
Concorde · 
Tuileries · 
Palais Royal - Musée du Louvre · 
Louvre - Rivoli · 
Châtelet · 
Hôtel de Ville · 
Saint-Paul · 
Bastille · 
Gare de Lyon · 
Reuilly - Diderot · 
Nation · 
Porte de Vincennes · 
Saint-Mandé · 
Bérault · 
Château de Vincennes
- Bibliothèque nationale de France: cb135153042 (data)